# Fluminicola nevadensis
Fluminicola nevadensis är en snäckart som beskrevs av Walker 1916. Fluminicola nevadensis ingår i släktet Fluminicola och familjen tusensnäckor. Inga underarter finns listade i Catalogue of Life.